# Луньов Ігор Васильович
І́гор Васи́льович Луньо́в (нар. 25 квітня 1962) — український кадровий військовослужбовець, генерал-лейтенант Збройних сил України.

## Життєпис
Закінчив Одеське вище артилерійське командне училище.
У 2001—2003 роках — командир 25-ї окремої Дніпропетровської повітряно-десантної бригади. Згодом — заступник начальника штабу 6-го армійського корпусу.
Станом на червень 2014 — заступник командувача Високомобільних десантних військ з бойової підготовки. Станом на серпень 2015 — начальник штабу — перший заступник командувача ДШВ.
Здійснював планування й керівництво підрозділами десантних військ під час звільнення від російсько-терористичних угруповань населених пунктів Слов'янськ, Краматорськ, Дебальцеве, Вуглегірськ, Жданівка, Нижня Кринка, а також особисто очолював операції зі знищення бойовиків на блокпостах і в районах їхнього базування.
З 3 жовтня 2014 року безпосередньо керував угрупованням сил і засобів, що обороняли міжнародний аеропорт «Донецьк». Підрозділи під його безпосереднім керівництвом щоденно відбивали до 6-ти атак супротивника. За весь період оборони аеропорту знешкоджено до 5-ти складів боєприпасів російсько-терористичних угруповань, понад 6 вогневих точок мінометів та бойових машин. Знешкоджено понад 70 % особового складу підрозділів терористів «Гіві» та «Мотороли».
З моменту створення Сил спеціальних операцій у січні 2016 року призначений командувачем ССО.
|                                     | Мова йшла про ту людину, яка могла б очолити процес формування сил спеціальних операцій, яка б мала для цього відповідний досвід у тому числі і бойовий, яка має відповідний організаційний досвід, вольові якості і теоретичні знання. Виходячи із цих критерій — зупинилися на кандидатурі Луньова. |
| — Начальник Генштабу Віктор Муженко | |

Під час інавгурації президента Зеленського Луньов не віддав йому військове вітання, як це передбачується Статутом. В липні 2019-го генерал-лейтенант пояснив цю ситуацію «рефлекторною необережністю», пояснивши, що не варто шукати додаткового змісту в цій події.
25 серпня 2020 року, згідно Указу Президента України № 357/2020 був звільнений з посади командувача Сил спеціальних операцій Збройних Сил України.
Серед вірогідних причин відставки називалася незадовільна діяльність генерала Луньова на посту командувача ССО.
|                                                                                           | Останні два роки Сили спеціальних операцій буксували на місці, а безініціативність попереднього командувача генерал-лейтенанта Ігоря Луньова призвела до того, що багато фахівців почало звільнятися із ССО... вплив на розвиток ССО у генерала Луньова був мінімальний, кожна частина ССО «варилася у власному соусі», а заступникам він не давав працювати, оточивши себе відданими, але непрофесійними людьми. |
| — Заступник секретаря Ради національної безпеки і оборони України генерал Сергій Кривонос | |

## Сім'я
Разом із дружиною виховує доньку.

## Військові звання
- полковник
- генерал-майор (14.10.2015)[6]
- генерал-лейтенант (05.12.2017)[7]

## Нагороди
- Орден Богдана Хмельницького II ступеня (28 червня 2015) — за особисту мужність і високий професіоналізм, виявлені у захисті державного суверенітету та територіальної цілісності України, вірність військовій присязі[8].
- Орден Богдана Хмельницького III ступеня (21 жовтня 2014) — за особисту мужність і героїзм, виявлені у захисті державного суверенітету та територіальної цілісності України, вірність військовій присязі[9].
- Легіон Заслуг (США), легіонер (29 квітня 2021)[10].
- Медаль «За бездоганну службу» III ступеня (10 липня 2002) — За вагомий особистий внесок у забезпечення обороноздатності України, зразкове виконання військового обов'язку[11].